# Línea 161 (Interurbanos Madrid)

Esquema de dársenas del intercambiador subterráneo de Plaza de Castilla

La línea 161 de la red de autobuses interurbanos de Madrid une la terminal subterránea de autobuses del Intercambiador de Plaza de Castilla con la Urbanización Fuente del Fresno (San Sebastián de los Reyes).

## Características
Esta línea une la urbanización en cuestión con el casco urbano de San Sebastián de los Reyes y el norte de Madrid y viceversa, con un recorrido que dura aproximadamente 35 min entre cabeceras.
La línea sirve principalmente para unir dicha urbanización con Madrid. Notablemente la línea da servicio también a la Urbanización La Granjilla a las afueras de San Sebastián de los Reyes, aunque solo se adentra en ella en el recorrido de vuelta. Tanto la Urbanización Fuente del Fresno como la Urbanización La Granjilla disponen de otras líneas de autobús que paran en el exterior de las mismas pero tan solo la línea 161 se adentra en ellas. Estas líneas son la 166, 171, 180, 181, 183 y 185 que dan servicio a la Urbanización La Granjilla realizando una parada de ida y vuelta en la antigua N-1. Y las líneas 166, 171, 191, 193, 194, 195, 196 y N104 que dan servicio a la Urbanización Fuente del Fresno realizando una parada de ida y vuelta en la vía de servicio de la A-1.
Su recorrido de ida y vuelta no son el mismo: a la ida la línea en Alcobendas circula por la avenida Olímpica mientras que a la vuelta lo hace por la calle de la Marquesa Viuda de Aldama. En San Sebastián de los Reyes a vuelta circula brevemente por la avenida de España. También a la ida la línea da servicio al Hospital Infanta Sofía, el Centro Comercial Alegra y para en la antigua N-1 dando servicio a la Urbanización La Granjilla; mientras que a la vuelta la línea entra en dicha urbanización, circulando por la calle de las Gramíneas y tomando el Camino de Pesadilla, avenida del Puente Cultural, avenida de los Quiñones y avenida de Tenerife antes de unirse a la avenida de la Isla Graciosa que comparte con las expediciones de ida.
En la Urbanización Fuente del Fresno, la línea tiene un circuito neutralizado (esto es que el recorrido de vuelta no circula por las mismas calles que el de ida) puesto que las expediciones de ida tienen su cabecera en la caseta de control de la urbanización, mientras que las expediciones de vuelta se adentran en la urbanización antes de volver a salir y continuar su viaje a Madrid.
La línea posee algunas expediciones que prolongan su recorrido dentro de la urbanización Fuente del Fresno, que comienzan o terminan su recorrido en San Sebastián de los Reyes o que comienzan o terminan su recorrido en el Intercambiador de Plaza de Castilla en superficie.
Desde el 15 de mayo del 2020, la línea dejó de circular por la calle Real de San Sebastián de los Reyes, en su lugar lo hace por el paseo de Europa. Esto se debió a que el ayuntamiento de San Sebastián de los Reyes autorizó a los establecimientos a ocupar la calzada de la calle Real como terraza debido a las restricciones de aforo impuestas por las medidas durante la pandemia del COVID-19. Aunque se permitió la circulación en sentido norte, solo era para coches y se cortó el tráfico a autobuses en ambos sentidos, afectando a diversas líneas urbanas e interurbanas que circulaban por dicha calle Real de San Sebastián de los Reyes. Todas las líneas fueron desviadas y sus paradas trasladadas a las ya existentes en el paseo de Europa. Aunque actualmente se permite el tráfico hacia el norte en la calle Real de San Sebastián de los Reyes, todas las líneas de autobús ya tienen las rutas modificadas y no hay planes para que retomen sus antiguas rutas. Fueron varias las paradas que dejaron de operar que se encontraban dentro de la calle Real de San Sebastián de los Reyes, pero las que afectaron a la línea 161 fueron: 06782 - Calle Real - Calle de Carlos Ruiz, 06783 - Calle Real - Calle de las Higueras, 10476 - Calle Real - Calle Hontanillas,11983 - Calle Real - Centro de Salud, 06786 - Calle Real - Ayuntamiento y 06790 - Calle Real - Calle del Sacramento. Las paradas 06782 y 06790 siguen estando operativas por otras líneas.
El 8 de octubre del 2021 se creó la parada 20898 - Avenida de España - Calle de Viveros en la avenida de España de San Sebastián de los Reyes para las expediciones de vuelta, sirviendo para todas aquellas líneas que ya no circulaban por la calle Real y lo hacían por el paseo de Europa.
Siguiendo la numeración de líneas del CRTM, las líneas que circulan por el corredor 1 son aquellas que dan servicio a los municipios situados en torno a la A-1 y comienzan con un 1. En concreto, la línea 161 solo está dentro de la decena 160 junto con la línea 166.
La línea no mantiene los mismos horarios todo el año, desde el 16 de julio al 31 de agosto se reducen el número de expediciones los días laborables entre semana (sábados laborables, domingos y festivos tienen los mismos horarios todo el año), además de los días excepcionales vísperas de festivo y festivos de Navidad en los que los horarios también cambian y se reducen.
Está operada por la empresa Interbus mediante la concesión administrativa VCM-101 - Madrid - Alcobendas - Algete - Tamajón (Viajeros Comunidad de Madrid) del Consorcio Regional de Transportes de Madrid.

### Sublíneas
Aquí se recogen todas las distintas sublíneas que ha tenido la línea 161, incluyendo aquellas dadas de baja. La denominación de sublíneas que utiliza el CRTM es la siguiente:
- Número de línea (161)
- Sentido de circulación (1 ida, 2 vuelta)
- Número de sublínea

Por ejemplo, la sublínea 161105 corresponde a la línea 161, sentido 1 (ida) y el número 05 de numeración de sublíneas creadas hasta la fecha.
Las sublíneas marcadas en negrita corresponden a sublíneas que actualmente se encuentran dadas de baja.
| Ida    | Ruta                          | Itinerario                                                          | Vuelta | Ruta                             | Itinerario                                                              |
| 161101 | -                             | Madrid - Fuente del Fresno                                          | 161201 | No existe la ruta "-" de vuelta  | No existe la ruta "-" de vuelta                                         |
| 161102 | Desconocido                   | Desconocido                                                         | 161202 | Desconocido                      | Desconocido                                                             |
| 161103 | ns                            | Madrid - Fuente del Fresno, sin paso por San Sebastián de los Reyes | 161203 | No existe la ruta "ns" de vuelta | No existe la ruta "ns" de vuelta                                        |
| 161104 | g                             | San Sebastián de los Reyes - Fuente del Fresno, recorrido completo  | 161204 | No existe la ruta "g" de vuelta  | No existe la ruta "g" de vuelta                                         |
| 161105 | i                             | Madrid superficie - Fuente del Fresno, recorrido completo           | 161205 | No existe la ruta "i" de vuelta  | No existe la ruta "i" de vuelta                                         |
| 161106 | No existe la ruta "m" de ida  | No existe la ruta "m" de ida                                        | 161206 | m                                | Fuente del Fresno (Avenida del Montecillo) - Madrid                     |
| 161107 | No existe la ruta "mi" de ida | No existe la ruta "mi" de ida                                       | 161207 | mi                               | Fuente del Fresno (Avenida del Montecillo) - Madrid superficie          |
| 161108 | No existe la ruta "ms" de ida | No existe la ruta "ms" de ida                                       | 161208 | ms                               | Fuente del Fresno (Avenida del Montecillo) - San Sebastián de los Reyes |

### Circuito neutralizado
La línea cuenta con lo que se denomina un circuito neutralizado o circuito interno, dentro de la Urbanización Fuente del Fresno. Esta denominación se aplica a líneas cuyos recorridos de ida y de vuelta no discurren por las mismas calles, en concreto cuando al llegar al final del trayecto se realiza un recorrido circular antes de volver en sentido inverso. Un circuito neutralizado cumple unos propósitos:
- Dar servicio a una zona amplia, como por ejemplo en este caso la urbanización, se realiza todo el recorrido "circular" dentro de la urbanización y se espera la hora de vuelta al final de la misma. Así el autobús procedente de Madrid no para parará dentro de la urbanización a esperar su hora de regreso, evitando así que los viajeros procedentes de Madrid con destino la urbanización se detengan en el comienzo de la misma o en algún punto intermedio hasta esperar que comience el servicio de vuelta que se completa el recorrido por la urbanización.
- Los viajeros que quieran moverse dentro del recorrido "circular" podrán hacerlo sin que el autobús se detenga.
- Como un punto de regulación de horarios y frecuencias. El servicio procedente de Madrid se detendrá una vez realizado todo el circuito interno de la urbanización, recogiendo a viajeros con destino Madrid y parará para establecer una hora de salida de vuelta correcta.

La naturaleza de los circuitos neutralizados (especialmente en líneas interurbanas con pocos servicios como ésta) es propenso a causar confusión y dificulta que los viajeros de vuelta conozcan con exactitud a que hora deberán esperar al autobús. Para un viajero que procede de Madrid esta peculiaridad es invisible; pero los viajeros dentro del circuito neutralizado que quieran volver, deberán prever la hora de llegada del servicio procedente de Madrid con antelación puesto que la hora de salida a Madrid se da al final del circuito neutralizado.
Una característica común a las líneas con circuito neutralizado son sus sublíneas. No disponen de una sublínea estándar de vuelta, sino que la sublínea de vuelta es aquella que se marca en el ordenador de a bordo al llegar al comienzo del circuito neutralizado. De esta manera, el autobús al llegar a la primera parada del circuito neutralizado comenzará a marcar en el cartel electrónico como destino Madrid, puesto que los viajeros de vuelta deberán subirse ahí ya que el autobús no volverá a pasar por esa parada de vuelta como una línea con un recorrido tradicional. A los viajeros procedentes de Madrid con destino un punto dentro del circuito neutralizado no se les pedirá abonar un billete ni picar el Abono Transportes al cambiar de recorrido, puesto que para ellos el autobús no se detiene, no ven el cambio del cartel electrónico, y se bajarán en la parada deseada sin que este cambio de trayecto en el ordenador de a bordo les afecte.
En el caso particular de la línea 161, el circuito neutralizado comienza (como bien indican las sublíneas de vuelta) en la entrada de la Urbanización Fuente del Fresno: en la avenida del Montecillo en la parada 06724. Desde aquí los servicios procedentes de Madrid marcarán en su ordenador de a bordo y en el cartel electrónico el destino Madrid. La línea realizará todo el recorrido "circular" en la Urbanización Fuente del Fresno pero se detendrá al final de la misma, en la parada 06735 en la Caseta de Control. Será aquí cuando el autobús deberá detenerse para cumplir su hora programada de vuelta a Madrid en caso de haber llegado antes de la misma. Dicha hora es la que se muestra en los horarios de vuelta de la línea.
Existen algunos servicios de la línea que proceden directamente de la urbanización, en cuyo caso se desconoce si existe una hora programada fija para comenzar su recorrido al comienzo del circuito, pero la hora de salida hacia Madrid se mantiene. Aproximadamente debería ser 10-15 minutos antes de la hora programada hacia Madrid, puesto que aproximadamente se tardan 35 minutos en llegar a la urbanización, y con base en los horarios de vuelta el servicio de vuelta se realiza tras 45 minutos de la salida de Madrid.
En el corredor 1 la situación de circuito neutralizado se da en las líneas 155, 155B, 156, 157, 157C, 161 y 171.

## Horarios

### 1 septiembre - 15 julio
| Lunes a viernes laborables              | Lunes a viernes laborables      | Sábados laborables              | Sábados laborables              | Domingos y festivos             | Domingos y festivos             |
| Madrid > Urb. Fuente del Fresno         | Urb. Fuente del Fresno > Madrid | Madrid > Urb. Fuente del Fresno | Urb. Fuente del Fresno > Madrid | Madrid > Urb. Fuente del Fresno | Urb. Fuente del Fresno > Madrid |
| 07:00                                   | 07:45                           | 08:40                           | 09:25                           | 08:40                           | 09:25                           |
| 08:40                                   | 09:25                           | 10:30                           | 11:15                           | 10:30                           | 11:15                           |
| 08:45                                   | 11:15                           | 13:00                           | 13:45                           | 13:00                           | 13:45                           |
| 10:30                                   | 13:15                           | 16:00                           | 15:15                           | 16:00                           | 15:15                           |
| 12:30                                   | 14:15                           | 17:30                           | 16:45                           | 17:30                           | 16:45                           |
| 14:30                                   | 15:15                           | 20:30                           | 18:15                           | 20:30                           | 18:15                           |
| 15:30                                   | 16:15                           | 22:45                           | 21:15                           | 22:45                           | 21:15                           |
| 16:30                                   | 17:15                           | 00:15                           | 23:15                           |                                 | 23:15                           |
| 17:30                                   | 18:15                           |                                 |                                 |                                 |                                 |
| 18:45                                   | 19:30                           |                                 |                                 |                                 |                                 |
| 20:30                                   | 21:15                           |                                 |                                 |                                 |                                 |
| 22:45                                   | 23:30                           |                                 |                                 |                                 |                                 |
| Noches de viernes y vísperas de festivo |                                 |                                 |                                 |                                 |                                 |
| 00:15                                   | 23:30                           |                                 |                                 |                                 |                                 |

### 16 julio - 31 agosto
| Lunes a viernes laborables              | Lunes a viernes laborables      | Sábados laborables              | Sábados laborables              | Domingos y festivos             | Domingos y festivos             |
| Madrid > Urb. Fuente del Fresno         | Urb. Fuente del Fresno > Madrid | Madrid > Urb. Fuente del Fresno | Urb. Fuente del Fresno > Madrid | Madrid > Urb. Fuente del Fresno | Urb. Fuente del Fresno > Madrid |
| 07:00                                   | 07:45                           | 08:40                           | 09:25                           | 08:40                           | 09:25                           |
| 08:30                                   | 09:15                           | 10:30                           | 11:15                           | 10:30                           | 11:15                           |
| 10:00                                   | 10:45                           | 13:00                           | 13:45                           | 13:00                           | 13:45                           |
| 13:00                                   | 13:45                           | 16:00                           | 15:15                           | 16:00                           | 15:15                           |
| 14:30                                   | 15:15                           | 17:30                           | 16:45                           | 17:30                           | 16:45                           |
| 16:00                                   | 16:45                           | 20:30                           | 18:15                           | 20:30                           | 18:15                           |
| 17:30                                   | 18:15                           | 22:45                           | 21:15                           | 22:45                           | 21:15                           |
| 20:30                                   | 21:15                           | 00:15                           | 23:15                           |                                 | 23:15                           |
| 22:45                                   | 23:15                           |                                 |                                 |                                 |                                 |
| Noches de viernes y vísperas de festivo |                                 |                                 |                                 |                                 |                                 |
| 00:15                                   |                                 |                                 |                                 |                                 |                                 |

## Recorrido y paradas

### Sentido Fuente del Fresno
La línea inicia su recorrido en el intercambiador subterráneo de Plaza de Castilla, en la dársena 24 (los servicios que parten desde la superficie del intercambiador de Plaza de Castilla lo hacen desde la dársena 43), en este punto se establece correspondencia con todas las líneas de los corredores 1 y 7 con cabecera en el intercambiador de Plaza de Castilla. En la superficie efectúan parada varias líneas urbanas con las que tiene correspondencia, y a través de pasillos subterráneos enlaza con las líneas 1, 9 y 10 del Metro de Madrid.
Tras abandonar los túneles del intercambiador subterráneo, la línea sale al paseo de la Castellana, donde tiene una primera parada frente al Hospital La Paz (subida de viajeros). A partir de aquí sale por la M-30 hasta el nudo de Manoteras y toma la vía de servicio de la A-1.
En la vía de servicio tiene 4 paradas que prestan servicio al área industrial y empresarial de la A-1 hasta llegar al km. 16, donde toma la salida en dirección a Alcobendas y se adentra en el casco urbano.
Dentro del casco urbano de Alcobendas, circula por la avenida Olímpica (2 paradas), la calle de Francisca Delgado (sin paradas) y el bulevar de Salvador Allende (sin paradas) hasta llegar a la rotonda de Moscatelares. En ella toma el paseo de Europa (3 paradas) recorriéndolo hasta que se desvía hacia la avenida de la Isla Graciosa (2 paradas) y vuelve a tomar el paseo de Europa. Circula por el mismo parando en el Hospital Infanta Sofía y el Centro Comercial Alegra, antes de tomar la N-1 (2 paradas). Al final de la N-1 toma el desvío hacia la Urbanización Fuente del Fresno y se adentra en ella hasta llegar a la cabecera en la avenida del Montecillo.
En el circuito neutralizado dentro de la Urbanización Fuente del Fresno desde de la avenida del Montecillo, recorre la avenida de la Fuente San Isidro, avenida de la Pesadilla, avenida de Viñuelas, avenida de Sancho Rosa, avenida de la Fuente de la Tercia y avenida del Ardal (algunas expediciones de ida realizan este recorrido completo hasta aquí sin volver a Madrid).
| Código | Zona | Localidad                  | Denominación                                               | Ubicación                                        | Líneas de la parada | Metro                  |
| --- | ---- | -------------------------- | ---------------------------------------------------------- | ------------------------------------------------ | --- | ---------------------- |
| 17472O |      | Madrid                     | Intercambiador de Plaza de Castilla - Dársena 24           | Avenida de Asturias Nº2                          | 161 | Plaza de Castilla      |
| Cabecera de las expediciones que salen desde la superficie del Intercambiador de Plaza de Castilla |      |                            |                                                            |                                                  | |                        |
| 18074B |      | Madrid                     | Intercambiador de Plaza de Castilla - Dársena 43           | Paseo de la Castellana Nº195                     | 173 174 152C 156 161 N102                                                                                                 | Plaza de Castilla      |
| Paradas del itinerario normal |      |                            |                                                            |                                                  | |                        |
| 3253 |      | Madrid                     | Paseo de la Castellana - Hospital La Paz                   | Paseo de la Castellana Nº304 - Acceso Nudo Norte | 173 174 176 151 152C 153 154C 155 155B 156 157 157C 159 161 171 181 182 183 184 185 191193194195196197N101 N102 N103 N104 | Begoña                 |
| 3261 |      | Madrid                     | Avenida de Burgos - Avenida de Francisco Pi y Margall      | Avenida de Burgos km. 10,3                       | 173 174 176 151 152C 153 154C 155 155B 156 157 157C 159 161 171 181 182 183 184 185 N101 N102 N103                        |                        |
| 06686 |      | Madrid                     | Avenida de Burgos - Centro Comercial Sanchinarro           | Avenida de Burgos Nº133                          | 151 152C 153 154C 155 156 157 157C 158 159 161 171 181 182 183 184 185 N101 N102 N103                                     |                        |
| 06687 |      | Madrid                     | Avenida de Burgos - Dominicos                              | Avenida de Burgos km. 11,3                       | 151 152C 153 154C 155 156 157 157C 158 159 161 171 181 182 183 184 185 N101 N102 N103                                     |                        |
| 06689 |      | Alcobendas                 | Carretera A-1 - Calle de Cuesta Blanca                     | Carretera de Irún km. 13,7                       | 151 152C 153 154C 156 158 159 161 171 181 182 183 184 185 N101 N102 N103                                                  |                        |
| 06690 |      | Alcobendas                 | Carretera de Irún - Concesionario                          | Carretera de Irún km. 14,7                       | 151 152C 153 154 154C 156 157 158 161 N103                                                                                |                        |
| 06691 |      | Alcobendas                 | Avenida Olímpica - Centro Comercial La Vega                | Avenida Olímpica Nº9                             | 151 152C 153 154 154C 156 158 161 171 N103                                                                                |                        |
| 06692 |      | Alcobendas                 | Avenida Olímpica - Pabellón deportivo                      | Avenida Olímpica Nº3A                            | 151 152C 153 154 154C 156 158 161 171 181 182 183 191193194195196197N103 N104VAC-242                                      |                        |
| Los servicios que proceden de San Sebastián de los Reyes comienzan aquí |      |                            |                                                            |                                                  | |                        |
| 15192 |      | San Sebastián de los Reyes | Paseo de Europa - Avenida del Juncal                       | Paseo de Europa Nº26                             | 152C 154 156 161 180 181 182 183 191193194195196197N103 N1044 7                                                           |                        |
| 06693 |      | San Sebastián de los Reyes | Paseo de Europa - Calle de María Santos Colmenar           | Paseo de Europa S/N.º                            | 152C 154 156 161 180 181 182 183 191 193 194 195 196 197 N103 N104 4 7                                                    |                        |
| 17237 |      | San Sebastián de los Reyes | Paseo de Europa - Calle de Leopoldo Gimeno                 | Paseo de Europa Nº26                             | 152C 154 156 161 180 181 182 183 N103 4 7                                                                                 |                        |
| 11888 |      | San Sebastián de los Reyes | Avenida de la Isla Graciosa - Calle de la Isla del Hierro  | Avenida de la Isla Graciosa Nº4                  | 152C 161 |                        |
| 09828 |      | San Sebastián de los Reyes | Avenida de la Isla Graciosa - Antena 3                     | Avenida de la Isla Graciosa Nº14                 | 152C 161 |                        |
| 17474 |      | San Sebastián de los Reyes | Paseo de Europa - Hospital Infanta Sofía                   | Paseo de Europa Nº11                             | 152C 161 166 171 180 181 182 183 191193194195196197210 N103 N104                                                          | Hospital Infanta Sofía |
| 16437 |      | San Sebastián de los Reyes | Carretera Antigua de Burgos - Centro Comercial Alegra      | N-1 km. 19,9                                     | 161 166 171 180 181 182 183 185 191193194195196197210 N103 N104                                                           |                        |
| 06694 |      | San Sebastián de los Reyes | Carretera Antigua de Burgos - La Granjilla                 | N-1 km. 20,3                                     | 161 166 171 180 181 182 183 185 N103                                                                                      |                        |
| 06695 |      | San Sebastián de los Reyes | Carretera Antigua de Burgos - Caravanas                    | N-1 km. 21,9                                     | 161 166 171 180 181 182 183 185 N103                                                                                      |                        |
| 06724 |      | San Sebastián de los Reyes | Avenida del Montecillo - Avenida de la Fuente de la Tercia | Avenida del Montecillo Nº18                      | 161 |                        |
| A partir de aquí comienza el servicio de vuelta, y se cambian los carteles electrónicos hacia Madrid. La hora de paso por esta parada es aproximadamente 35 minutos después de salir de Madrid. Algunos servicios no vuelven a Madrid |      |                            |                                                            |                                                  | |                        |
| 06725 |      | San Sebastián de los Reyes | Avenida de la Fuente de San Isidro - Avenida del Perdigón  | Avenida de la Fuente de San Isidro Nº11          | 161 |                        |
| 06726 |      | San Sebastián de los Reyes | Avenida de la Pesadilla - Avenida de San Agustín           | Avenida de la Pesadilla Nº26                     | 161 |                        |
| 06727 |      | San Sebastián de los Reyes | Avenida de la Pesadilla - Calle Portillo de Pesadilla      | Avenida de la Pesadilla Nº40                     | 161 |                        |
| 06728 |      | San Sebastián de los Reyes | Avenida de la Pesadilla - Calle Portillo de los Ciervos    | Avenida de la Pesadilla Nº60                     | 161 |                        |
| 06729 |      | San Sebastián de los Reyes | Avenida de Viñuelas - Avenida del Enebral                  | Avenida de Viñuelas Nº26                         | 161 |                        |
| 06730 |      | San Sebastián de los Reyes | Avenida de Viñuelas - Avenida de Colmenar Viejo            | Avenida de Viñuelas Nº8                          | 161 |                        |
| 06731 |      | San Sebastián de los Reyes | Avenida de Sancho Rosa - Calle de Algete                   | Avenida de Sancho Rosa Nº59                      | 161 |                        |
| 06732 |      | San Sebastián de los Reyes | Avenida de Sancho Rosa - Avenida del Palomar               | Avenida de Sancho Rosa Nº43                      | 161 |                        |
| 06733 |      | San Sebastián de los Reyes | Avenida de Sancho Rosa - Avenida de Valdealmendros         | Avenida de Sancho Rosa Nº25                      | 161 |                        |
| 06734 |      | San Sebastián de los Reyes | Avenida de la Fuente de la Tercia - Avenida de Sancho Rosa | Avenida de la Fuente de la Tercia Nº13           | 161 |                        |
| 06735 |      | San Sebastián de los Reyes | Senda del Ardal - Caseta de Control                        | Senda del Ardal Nº1                              | 161 |                        |
| Algunos servicios finalizan aquí su recorrido, aquellos que continúan a Madrid esperarán aquí a la hora programada de salida |      |                            |                                                            |                                                  | |                        |

### Sentido Madrid (Plaza de Castilla)
El recorrido en sentido Madrid es igual al de ida pero en sentido contrario excepto en determinados puntos:
- La línea tiene un circuito neutralizado dentro de la Urbanización Fuente del Fresno, recorriendo el interior de la urbanización de manera circular antes de salir de vuelta a la vía de servicio de la A-1. Partiendo de la avenida del Montecillo, dentro de la urbanización recorre la avenida de la Fuente San Isidro, avenida de la Pesadilla, avenida de Viñuelas, avenida de Sancho Rosa, avenida de la Fuente de la Tercia y avenida del Ardal (algunas expediciones de ida realizan este recorrido completo hasta aquí sin volver a Madrid).
- Antes de entrar en el casco urbano se desvía hacia la calle de las Gramíneas (2 paradas) en la Urbanización La Granjilla y el Camino de la Pesadilla (1 parada). Continúa por la avenida del Puente Cultural (sin paradas) y la avenida de los Quiñones (1 parada), desviándose hacia la avenida de Tenerife (1 parada) antes de unirse a la avenida de la Isla Graciosa como las expediciones de ida.
- Dentro de San Sebastián de los Reyes la línea recorre todo el paseo de Europa y al llegar a la rotonda de Moscatelares se incorpora a la avenida de España, donde realiza una parada hasta llegar al cruce con la calle Real y gira hacia la calle de la Marquesa Viuda de Alcobendas.
- En Alcobendas circula por la calle de la Marquesa Viuda de Aldama y calle de la Libertad antes de salir a la vía de servicio de la A-1.
- La parada 06690 - Carretera de Irún - Concesionario no tiene pareja para las expediciones de vuelta.
- En la vía de servicio de la A-1 realiza adicionalmente las paradas 06864 - Carretera A-1 - El Encinar de los Reyes y 3265 - Avenida de Burgos Nº87 - Paso Elevado. Las parejas de las paradas 06864 y 3265 no se realizan a la ida.

A partir de aquí, el recorrido de vuelta es igual al de ida pero en sentido contrario.
| Código | Zona | Localidad                  | Denominación                                                             | Ubicación                                  | Líneas de la parada                                                                                       | Metro             |
| --- | ---- | -------------------------- | ------------------------------------------------------------------------ | ------------------------------------------ | --- | ----------------- |
| La hora de paso por esta parada es aproximada, aproximadamente 10-15 minutos antes de cumplir la hora de salida exacta                                           |      |                            |                                                                          |                                            | |                   |
| 06724 |      | San Sebastián de los Reyes | Avenida del Montecillo - Avenida de la Fuente de la Tercia               | Avenida del Montecillo Nº18                | 161 |                   |
| 06725 |      | San Sebastián de los Reyes | Avenida de la Fuente de San Isidro - Avenida del Perdigón                | Avenida de la Fuente de San Isidro Nº11    | 161 |                   |
| 06726 |      | San Sebastián de los Reyes | Avenida de la Pesadilla - Avenida de San Agustín                         | Avenida de la Pesadilla Nº26               | 161 |                   |
| 06727 |      | San Sebastián de los Reyes | Avenida de la Pesadilla - Calle Portillo de Pesadilla                    | Avenida de la Pesadilla Nº40               | 161 |                   |
| 06728 |      | San Sebastián de los Reyes | Avenida de la Pesadilla - Calle Portillo de los Ciervos                  | Avenida de la Pesadilla Nº60               | 161 |                   |
| 06729 |      | San Sebastián de los Reyes | Avenida de Viñuelas - Avenida del Enebral                                | Avenida de Viñuelas Nº26                   | 161 |                   |
| 06730 |      | San Sebastián de los Reyes | Avenida de Viñuelas - Avenida de Colmenar Viejo                          | Avenida de Viñuelas Nº8                    | 161 |                   |
| 06731 |      | San Sebastián de los Reyes | Avenida de Sancho Rosa - Calle de Algete                                 | Avenida de Sancho Rosa Nº59                | 161 |                   |
| 06732 |      | San Sebastián de los Reyes | Avenida de Sancho Rosa - Avenida del Palomar                             | Avenida de Sancho Rosa Nº43                | 161 |                   |
| 06733 |      | San Sebastián de los Reyes | Avenida de Sancho Rosa - Avenida de Valdealmendros                       | Avenida de Sancho Rosa Nº25                | 161 |                   |
| 06734 |      | San Sebastián de los Reyes | Avenida de la Fuente de la Tercia - Avenida de Sancho Rosa               | Avenida de la Fuente de la Tercia Nº13     | 161 |                   |
| 06735 |      | San Sebastián de los Reyes | Senda del Ardal - Caseta de Control                                      | Senda del Ardal Nº1                        | 161 |                   |
| La hora programada de vuelta se cumple desde esta parada |      |                            |                                                                          |                                            | |                   |
| Los servicios hacia Madrid no continuarán el viaje hasta cumplir la hora programada de vuelta. Algunos servicios no vuelven a Madrid y no continúan el recorrido |      |                            |                                                                          |                                            | |                   |
| 06749 |      | San Sebastián de los Reyes | Carretera Antigua de Burgos - Granja Escuela                             | N-1 km. 21,9                               | 161 166 171 180 181 182 183 184 185 N103                                                                  |                   |
| 12448 |      | San Sebastián de los Reyes | Calle de las Gramíneas - Urbanización La Granjilla                       | Calle de las Gramíneas Nº1A                | 161 |                   |
| 12449 |      | San Sebastián de los Reyes | Calle de las Gramíneas - Calle de la Labranza                            | Calle de las Gramíneas Nº16                | 161 |                   |
| 12450 |      | San Sebastián de los Reyes | Camino de la Pesadilla - Club de Campo y Deporte                         | Camino de la Pesadilla S/N.º               | 161 |                   |
| 17408 |      | San Sebastián de los Reyes | Avenida de los Quiñones - Cerro del Baile                                | Avenida de los Quiñones Nº4                | 154C 161 7                                                                                                |                   |
| 15851 |      | San Sebastián de los Reyes | Avenida de Tenerife - Calle Lanzarote                                    | Avenida de Tenerife Nº28                   | 161 N102                                                                                                  |                   |
| 11981 |      | San Sebastián de los Reyes | Avenida de la Isla Graciosa - Antena 3                                   | Avenida de la Isla Graciosa Nº10           | 152C 161 N102                                                                                             |                   |
| 11982 |      | San Sebastián de los Reyes | Avenida de la Isla Graciosa - Calle de la Isla del Hierro                | Avenida de la Isla Graciosa Nº7            | 152C 161 N102                                                                                             |                   |
| 17238 |      | San Sebastián de los Reyes | Paseo de Europa - Calle de Leopoldo Gimeno                               | Paseo de Europa Nº26                       | 152C 156 161 171 180 181 182 183 184 N102 N103 4 5                                                        |                   |
| 06751 |      | San Sebastián de los Reyes | Paseo de Europa - Parque Picos de Olite                                  | Paseo de Europa Nº26                       | 152C 156 161 171 180 181 182 183 184 191 193 194 195 196 197 N102 N103 N104 VAC-2424 5                    |                   |
| 15191 |      | San Sebastián de los Reyes | Paseo de Europa - Avenida de España                                      | Paseo de Europa Nº26                       | 152C 156 161 171 180 181 182 183 184 191193194195196197N102 N103 N1044 5                                  |                   |
| 20898 |      | San Sebastián de los Reyes | Avenida de España - Calle de Viveros                                     | Avenida de España Nº6                      | 152C 156 161 171 N102 4 5                                                                                 |                   |
| Los servicios hasta San Sebastián de los Reyes finalizan aquí |      |                            |                                                                          |                                            | |                   |
| 06780 |      | Alcobendas                 | Calle de la Marquesa Viuda de Aldama - Travesía del Cañón                | Calle de la Marquesa Viuda de Aldama S/N.º | 152C 154 154C 156 161 171 N101                                                                            |                   |
| 06755 |      | Alcobendas                 | Calle de la Marquesa Viuda de Aldama - Calle de Nuestra Señora del Pilar | Calle de la Marquesa Viuda de Aldama Nº14  | 151 152C 153 154 154C 156 158 161 171 827 828 N101 2 5 10                                                 |                   |
| 06768 |      | Alcobendas                 | Calle de la Libertad - Calle de Julián Baena Castro                      | Calle de la Libertad Nº26                  | 06768 A 154 158 171 06768 B 152C 154C 161 N101 5 06768 C 151 153 156                                      |                   |
| 06863 |      | Alcobendas                 | Carretera A-1 - Calle de Cuesta Blanca                                   | Carretera de Irún km. 14,2                 | 151 152C 153 154C 156 158 159 161 171 181 182 183 184 185 N101 N102 N103                                  |                   |
| 06864 |      | Alcobendas                 | Carretera A-1 - El Encinar de los Reyes                                  | Carretera de Irún km. 13                   | 151 152C 153 154C 155 156 158 159 161 171 181 182 183 184 185 N101 N102 N103                              |                   |
| 06865 |      | Madrid                     | Avenida de Burgos - Dominicos                                            | Avenida de Santo Domingo de la Calzada Nº1 | 151 152C 153 154C 155 156 157 157C 158 159 161 171 181 182 183 184 185 N101 N102 N103                     |                   |
| 50000 |      | Madrid                     | Avenida de Burgos - Centro Financiero                                    | Avenida de Burgos Nº135                    | 151 152C 153 154C 155 156 157 157C 158 159 161 171 181 182 183 184 185 N101 N102 N103                     |                   |
| 3602 |      | Madrid                     | Avenida de Burgos Nº93                                                   | Avenida de Burgos km. 10,1                 | 173 174 176 SE833 151 152C 153 154C 155 155B 156 157 157C 159 161 171 181 182 183 184 185 N101 N102 N103  |                   |
| 3265 |      | Madrid                     | Avenida de Burgos Nº87 - Paso Elevado                                    | Avenida de Burgos Nº87                     | 173 174 176 SE833 151 152C 153 154C 155 155B 156 157 157C 159 161 171 181 182 183 184 185 N101 N102 N103  |                   |
| 10550 |      | Madrid                     | Paseo de la Castellana - Hospital La Paz                                 | Paseo de la Castellana Nº296               | 151 152C 153 154C 155 155B 156 157 157C 159 161 181 182 183 184 185 191193194195196197N101 N102 N103 N104 | Begoña            |
| Terminal de las expediciónes que terminan en la superficie del Intercambiador de Plaza de Castilla                                                               |      |                            |                                                                          |                                            | |                   |
| 18074 |      | Madrid                     | Intercambiador de Plaza de Castilla                                      | Paseo de la Castellana Nº195               | Descenso antes de la dársena 42                                                                           | Plaza de Castilla |
| Terminal del itinerario normal |      |                            |                                                                          |                                            | |                   |
| 17472 |      | Madrid                     | Intercambiador de Plaza de Castilla                                      | Avenida de Asturias Nº2                    | Descenso en las dársenas 8, 9 y 10.                                                                       | Plaza de Castilla |